# Mădăraș (gmina w okręgu Harghita)
Mădăraș – gmina w Rumunii, w okręgu Harghita. Obejmuje tylko jedną miejscowość Mădăraș. W 2011 roku liczyła 2199 mieszkańców.